# St. Rochus-Hospital Telgte

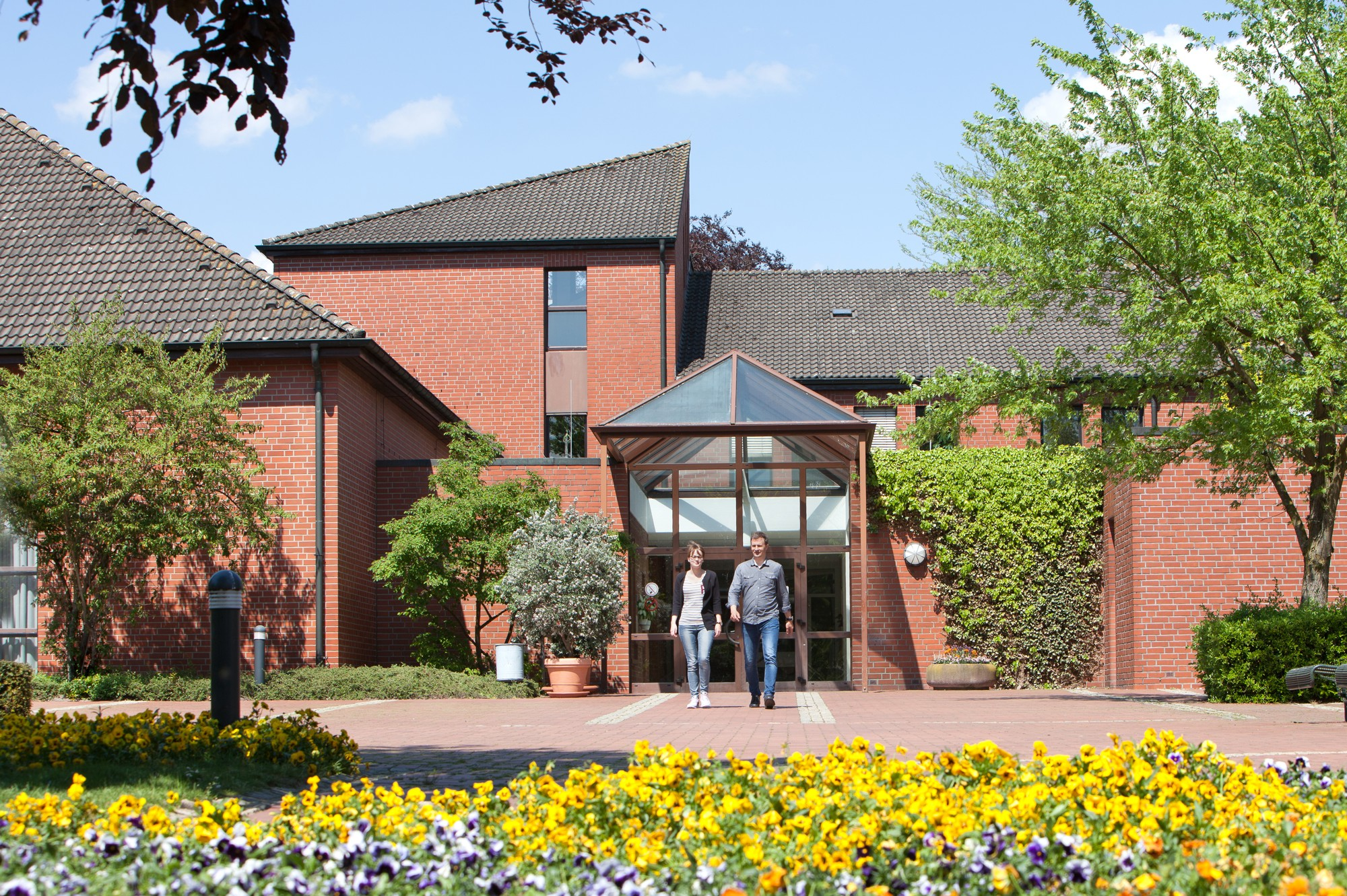
Haupteingang

Das St. Rochus-Hospital Telgte ist ein psychiatrisches Fachkrankenhaus am westlichen Stadtrand von Telgte im Münsterland. Die Fachklinik für Psychiatrie, Psychotherapie und Psychosomatik verfügt über 291 Betten und versorgt im Jahr ca. 4000 stationäre sowie ca. 3000 ambulante Patienten. Träger des Krankenhauses ist die St. Franziskus-Stiftung Münster.

## Geschichte
Das St. Rochus-Hospital gehört zu den ältesten psychiatrischen Fachkliniken Westfalens. Gegründet wurde es 1848 von den Krankenschwestern vom Regulierten Dritten Orden des Heiligen Franziskus in St. Mauritz bei Münster. Die Gemeinschaft der sogenannten Mauritzer Franziskanerinnen war zuvor 1844 von Pater Johann Christoph Bernsmeyer in Telgte ins Leben gerufen worden. Kurze Zeit später übernahmen die Franziskanerinnen die Versorgung psychisch kranker Patientinnen im St. Rochus-Hospital. Im Jahre 1992 erhielt das Hospital den Pflichtversorgungsauftrag für den Kreis Warendorf.
Im September 2012 wurde ein Neubau mit zwei Psychotherapiestationen in Betrieb genommen. Im November 2015 wurde ein neues Wirtschaftsgebäude mit Zentralküche, Personal-Cafeteria sowie Büro- und Besprechungsräumen eröffnet. Die Umgestaltung des Haupteingangs mit neuen Außenanlagen und Besuchercafé konnte im Sommer 2021 abgeschlossen werden.

## Fachabteilungen und Dienste

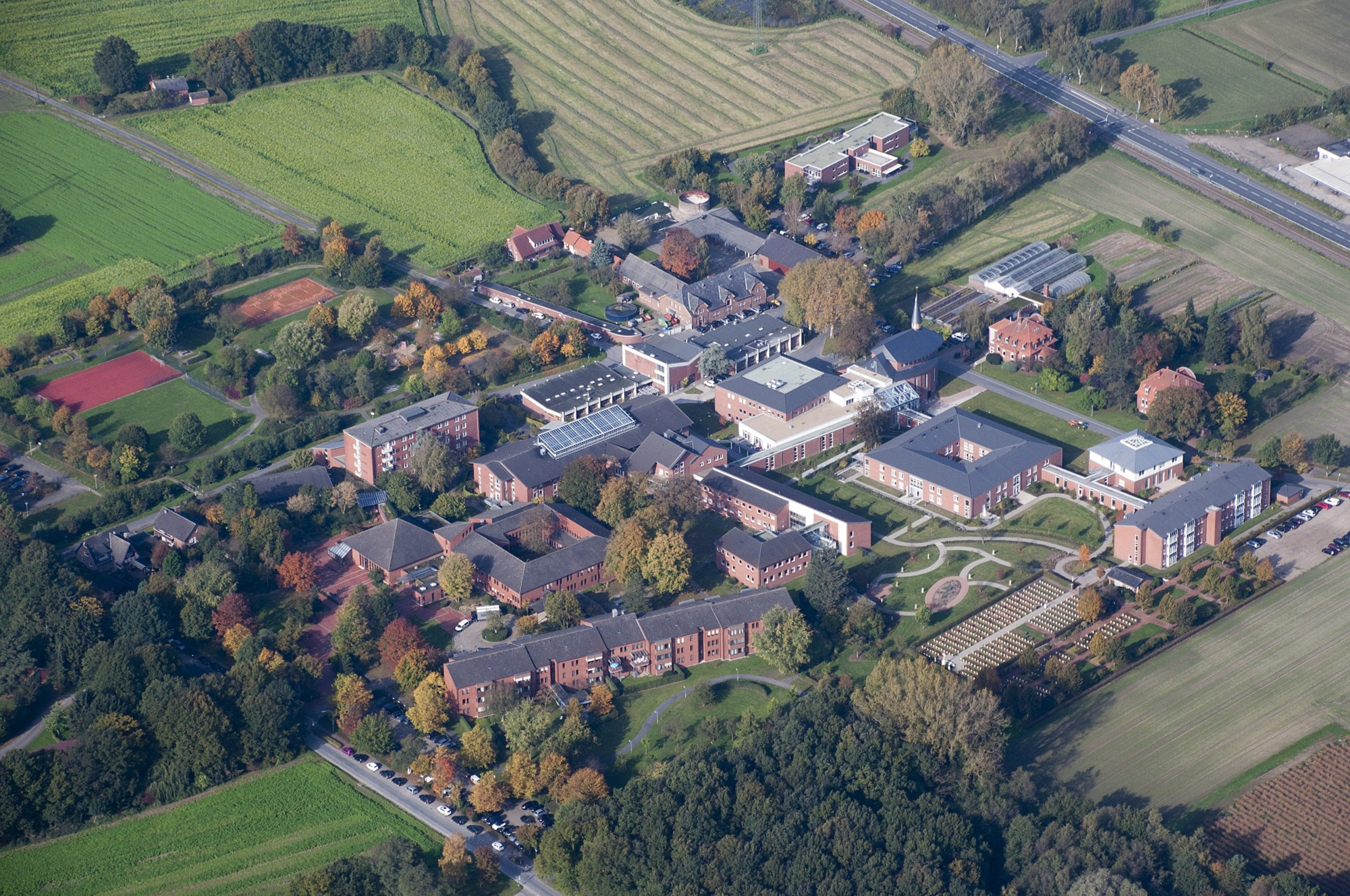
Luftansicht von Südosten

Das St. Rochus-Hospital verfügt über folgende Fachabteilungen:
- Psychiatrie und Psychotherapie
- Psychosomatik und Psychotherapie
- Gerontopsychiatrie
- Abhängigkeitserkrankungen
- Tageskliniken (Warendorf, Ahlen)
- Psychiatrische Institutsambulanz

Damit können alle seelischen Erkrankungen des Erwachsenenalters behandelt werden. Ergänzt wird die medizinische, psychologische und pflegerische Betreuung durch ergotherapeutische sowie physio- und bewegungstherapeutische Angebote. Darüber hinaus steht den Patienten der hauseigene Sozialdienst sowie das ökumenische Seelsorgeteam zur Verfügung.
Neben der Fachklinik besteht für chronisch psychisch kranke Menschen der eigenständige Wohnbereich St. Benedikt. Ein ambulanter Pflegedienst, Ambulant Betreutes Wohnen, eine Tagesstätte für psychisch kranke Menschen sowie ein Integrationsfachdienst zur beruflichen Wiedereingliederung runden das Angebot in diesem Bereich ab.